# Celinnyj (Baszkortostan)
Celinnyj (ros. Целинный) – wieś (sieło) w Rosji, w Baszkortostanie, w rejonie abzieliłowskim. W 2010 liczyła 1404 mieszkańców.